# Андре-Фердінан Герольд (Еро)
Андре́-Фердінан Ге́рольд (фр. André-Ferdinand Hérold; нар. 24 лютого 1865 — пом. 23 жовтня 1940) — французький поет і перекладач, представник символізму. Онук композитора Фердінана Герольда.

## Життєпис
Народився 24 лютого 1865 року у Парижі. Син префекта департаменту Сена Фердінана Герольда і онук композитора Фердінана Герольда. Мати — Лаура-Жанна-Жюлі-Леонтін Герольд, до шлюбу Льовен-Пешелош (фр. Louvain-Pescheloche).
Навчався у Ліцеї Генріха IV в Парижі.
У 1884 році сприяв створенню Генеральної асоціації паризьких студентів (AGEP), в якій згодом обійняв одну із керівних посад.
У 1885 році вступив до Національної школи хартій, яку не закінчив. Вивчав палеографію та східні мови.
У 1888 році опублікував свій перший поетичний твір — драматичну поему «Вигнання Харіні», сюжет якої взяв з давньоіндійського епосу.
Відвідував літературний салон Малларме «Вівторки» та гуртки символістів.
У 1890 році опублікував збірку віршів у стилі символізму «Пеани і трони».
У 1893 році — збірку «Сентиментальне лицарство».
У Справі Дрейфуса (1894-1906) був на боці дрейфусарів.
У 1898 році став членом асоціації захисту прав людини — Ліга прав людини (LDH). Згодом — став віце-президентом Ліги. 
У 1900 році опублікував збірку «Випадкові шляхи».
Написав також кілька драматичних поем та містерій — «Легенда про Святу Ліберату», «Флоріан і Персиган» та інші.
Перекладав із мов Стародавнього Сходу («Упанішада великого Араньяки», «Перстень Чакунтали» та інші).
У 1905 році став членом соціалістичної партії Французька секція Робітничого інтернаціоналу.
У 1937 році став співзасновником літературної Академії Малларме.

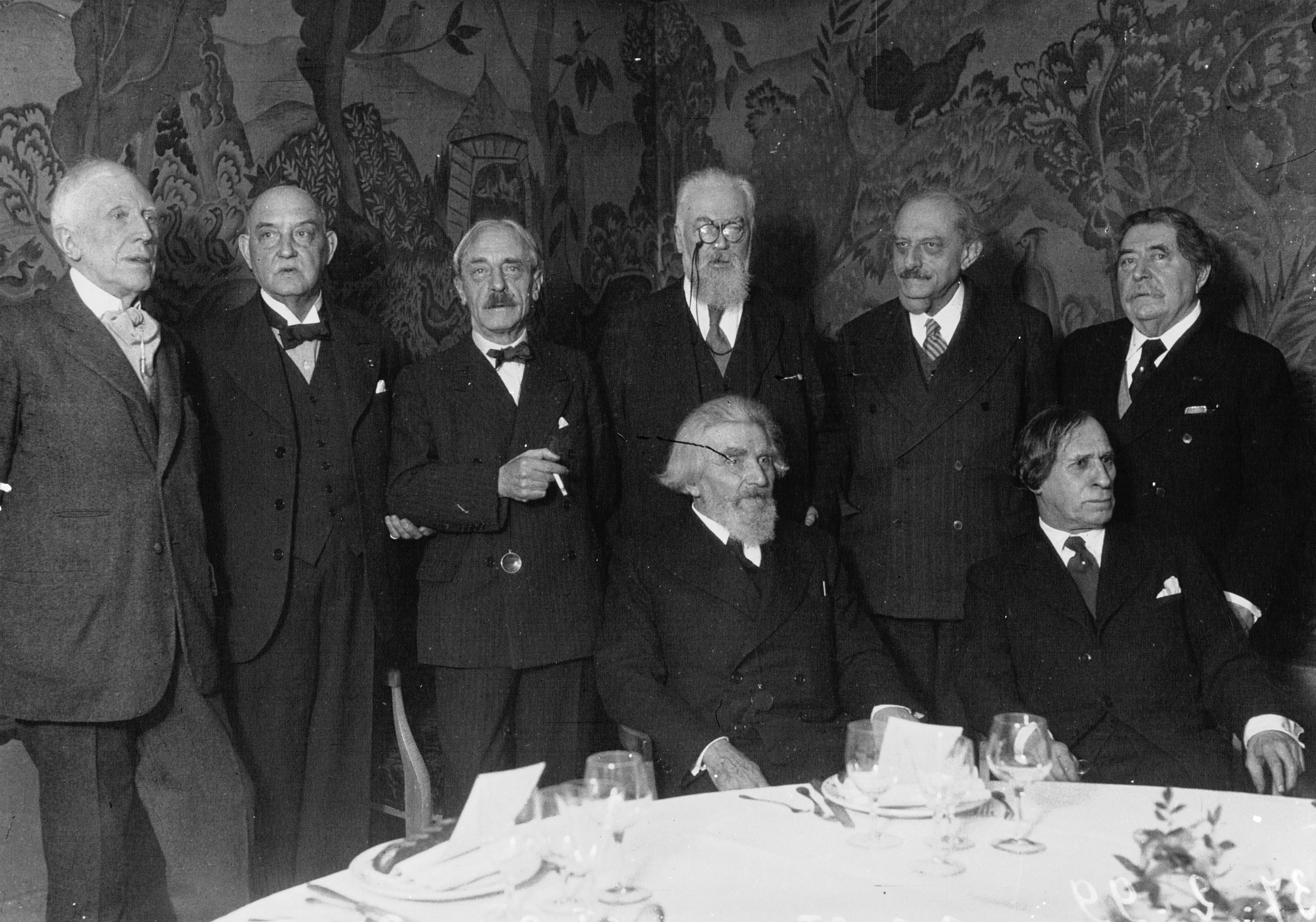
Деякі із засновників Академія Малларме, Париж, 1937
Зліва направо. Стоять: Едуар Дюжарден, Франсіс В'єле-Гріффен, Поль Валері, Андре-Фердінан Герольд, Андре Фонтена, Жан Ажальбер.
Сидять: Сен-Поль-Ру, Поль Фор

У 1930-х роках був запеклим антифашистом.
Помер 23 жовтня 1940 року у містечку Ламастр, у Франції.

## Цікаві факти
- Шурином Герольда був французький поет бельгійського походження Андре Фонтена[fr].